# Бритвин, Олег Викторович
Олег Викторович Бритвин (11 марта 1937 — 1 ноября 2006) — российский хозяйственный деятель, вице-президент, заместитель и первый заместитель председателя правления РАО «ЕЭС России» (1993—2000).

## Биография
В 1961 году окончил Московский энергетический институт.
Работал на инженерных должностях на Назаровской, Конаковской и Костромской ГРЭС.
В 1977 году назначен главным инженером Южной ТЭЦ (Москва), в 1979 году — директором ТЭЦ-22 (Московская область).
В 1988 году назначен заместителем начальника территориального энергетического управления Центрэнерго, в 1990 году — начальником территориального энергетического управления Центрэнерго.
В конце 1991 года избран президентом Российской корпорации энергетики и электрификации («Росэнерго»). Корпорация была создана постановлением Совета Министров РСФСР от 6 ноября 1991 года и осуществляла общую координацию и регулирование работы энергетического комплекса. В 1992 году предприятия и объединения электроэнергетики (за исключением атомной) были приватизированы, функции Росэнерго перешли к РАО «ЕЭС России», а Бритвин в начале 1993 года стал  вице-президентом РАО «ЕЭС России». С 1997 года — заместитель, с 1998 — первый заместитель председателя правления РАО «ЕЭС России», 4 апреля 1998 года был избран членом совета директоров компании. В апреле 1998 года временно исполнял обязанности председателя правления компании после отставки Б.А. Бревнова. 
23 июня 2000 года ушёл на пенсию, впоследствии возглавлял совет директоров «Тембр-банка». Являлся членом правления РСПП.
1 ноября 2006 года умер от сердечной недостаточности в ходе вооружённого нападения грабителей на его загородный дом.

## Награды и почётные звания
- Орден Трудового Красного Знамени
- Лауреат Государственной премии Российской Федерации за 2003 год (12 июня 2004)
- Заслуженный энергетик Российской Федерации (4 октября 1998)
- Заслуженный работник Министерства топлива и энергетики Российской Федерации
- медали